# مکرم مصطفی قیسی

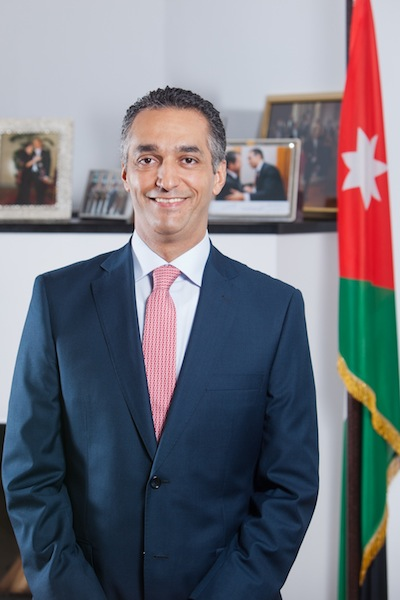
مکرم مصطفی قیسی، دیپلمات و سیاست‌مدار - ۲۰۱۳

مکرم مصطفی قیسی (زاده ۳۱ مارس ۱۹۷۰ در عمان) دیپلمات و سیاست‌مدار، وزیر سابق جوانان و سفیر سابق اردن در پرتغال، سرزمین‌های مقدس و نمایندگی دائمی در یونسکو بود. او با لونا ممدوح عبادی وکیل اردنی ازدواج کرده‌است که از وی سه فرزند دارد.

## حرفه
مکرم کار خود را از دربار شاهنشاهی هاشمی آغاز کرد. او ابتدا مسئول هماهنگی و رسانه و دفتر رئیس دادگاه سلطنتی هاشمی (۱۹۹۳–۱۹۹۴) و سپس مدیر دفتر در دفتر اعلیحضرت شاهزاده عبدالله بن الحسین بود.
او بین سال‌های ۱۹۹۶ و ۲۰۰۵ سمت دستیار رئیس پروتکل سلطنتی و سپس رئیس پروتکل (۲۰۰۵–۲۰۰۷) در دادگاه سلطنتی هاشمی را به عهده داشت. در همان زمان، او هماهنگ‌کننده نشست سالانه مجمع جهانی اقتصاد (WEF)، دریای مرده (۲۰۰۵) بود.
قیسی در حالی که به عنوان سفیر اردن و نماینده دائم کشورش در آژانس بین‌المللی انرژی اتمی در وین خدمت می‌کرد، بین سال‌های ۲۰۱۰ تا ۲۰۱۲ استاندار پادشاهی هاشمی اردن در آژانس بین‌المللی انرژی اتمی بود. او سپس به عنوان نایب رئیس شورای حکام آژانس بین‌المللی انرژی اتمی (۲۰۱۱–۲۰۱۲) انتخاب شد. وی همچنین ریاست بخش محصولات دیپلماتیک عرب (۲۰۱۲–۲۰۱۳) را به‌عهده داشت.
وی از سال ۲۰۰۷ تا ۲۰۱۲ به عنوان سفیر اردن در جمهوری اتریش خدمت می‌کرد. وی نماینده دائم اردن در سازمان ملل و سایر سازمان‌های بین‌المللی در وین، و همچنین سفیر غیر مقیم در مجارستان، اسلوونی، جمهوری چک و سازمان امنیت و همکاری اروپا بود.
مصطفی قیسی پس از تأیید ملک عبدالله دوم بن الحسین، به عنوان رئیس مأموریت در پاریس در سال ۲۰۱۳منصوب شد. مکرم در سال ۲۰۱۶ همزمان با سمت خود به عنوان سفیر اردن در فرانسه، با قدردانی از تجربه خود در مسائل بین‌المللی هسته ای، به عنوان نماینده اردن در اجلاس امنیت هسته ای منصوب شد. سپس در سال ۲۰۱۷ از آقای قیسی خواسته شد تا ریاست گروه تماس امنیت هسته ای را بر عهده بگیرد.
او از اکتبر ۲۰۱۹ به عنوان سفیر اردن در فرانسه و همچنین نماینده دائم اردن در یونسکو منصوب شد و  هم اکنون در همین سمت فعالیت میکند.